# Lycaena excessa
Lycaena excessa är en fjärilsart som beskrevs av Tutt 1906. Lycaena excessa ingår i släktet Lycaena och familjen juvelvingar. Inga underarter finns listade i Catalogue of Life.